# 엘체 CF

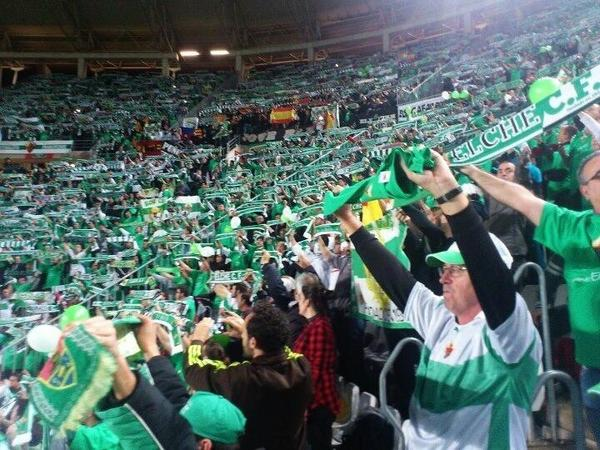

엘체 CF(Elche Club de Fútbol, S.A.D.)는 스페인 발렌시아 지방의 도시인 엘체를 연고로 하는 축구 클럽이다. 이 클럽은 1923년에 창단 되었다.
프리메라리가 2014-15 시즌에서 리그 13위로 중하위권으로 마감 했으나 임금 체불로 인해서 결국 강등이 확정 되었던 18위 SD 에이바르를 대신해 2부리그 세군다 디비시온으로 강등 되었다. 2019-20 시즌에 플레이오프에서 우승하며 승격해 2020-21 시즌에 다시 라리가에 참가했다. 2022-23 시즌엔 남은 경기 5경기를 남기고 최하위 20위를 확정하고 2023-24 시즌부터 2부리그 세군다 디비시온으로 강등 되었다.

## 선수

### 현재 선수 명단
2023년 2월 17일 기준
참고: FIFA 자격 규정에 따라 소속된 국가대표팀 국기를 표시합니다. 선수는 복수의 FIFA 비회원국 국적을 가지고 있을 수 있습니다.
| 번호 | 포지션 | 국적   | 이름                 |
| ---- | ------ | ------ | -------------------- |
| 1    | GK     |        | 악셀 웨르네르        |
| 2    | DF     |        | 라우타로 블랑코      |
| 3    | DF     |        | 엔소 로코            |
| 4    | DF     |        | 디에고 곤살레스      |
| 5    | DF     |        | 곤살로 베르두 (주장) |
| 6    | DF     |        | 페드로 비가스        |
| 7    | DF     |        | 리산드로 마가샨      |
| 8    | MF     |        | 라울 구티            |
| 9    | FW     |        | 루카스 보예          |
| 10   | FW     |        | 페레 미야            |
| 11   | MF     |        | 테테 모렌테          |
| 12   | MF     | 세네갈 | 파페 셰이크          |
| 13   | GK     |        | 에드가르 바디아      |

| 번호 | 포지션 | 국적     | 이름                                 |
| ---- | ------ | -------- | ------------------------------------ |
| 14   | DF     | 콜롬비아 | 엘리벨톤 팔라시오스                  |
| 15   | MF     |          | 알렉스 코야도 (바르셀로나에서 임대)  |
| 16   | MF     |          | 피델                                 |
| 17   | MF     |          | 호산                                 |
| 18   | MF     |          | 랑디 은테카 (라요 바예카노에서 임대) |
| 19   | FW     |          | 에세키엘 폰세                        |
| 20   | MF     |          | 제라르드 굼바우                      |
| 21   | MF     |          | 오마르 마스카렐                      |
| 22   | DF     |          | 니콜라스 페르난데스                  |
| 23   | DF     |          | 카를로스 클레르크                    |
| 24   | DF     |          | 폴 리롤라 (마르세유에서 임대)        |
| 26   | DF     |          | 혼 은완코                            |
| 40   | DF     |          | 호세 앙헬 카르모나 (세비야에서 임대) |

### 임대 선수 명단
참고: FIFA 자격 규정에 따라 소속된 국가대표팀 국기를 표시합니다. 선수는 복수의 FIFA 비회원국 국적을 가지고 있을 수 있습니다.
| 번호 | 포지션 | 국적 | 이름                            |
| ---- | ------ | ---- | ------------------------------- |
| —    | DF     |      | 호세 살리나스 (미란데스로 임대) |
| —    | FW     |      | 로헤르 마르티 (카디스로 임대)   |

| 번호 | 포지션 | 국적   | 이름                            |
| ---- | ------ | ------ | ------------------------------- |
| —    | FW     | 모로코 | 무라드 다우디 (부르고스로 임대) |

## 역대 감독
| 감독                         | 임기      |
| ---------------------------- | --------- |
| 세사르 로드리게스            | 1959~1960 |
| 오투 붐베우                  | 1962~1963 |
| 에리베르토 에레라            | 1963~1964 |
| 오투 붐베우                  | 1965~1967 |
| 로케 마스폴리                | 1968~1970 |
| 알프레도 디 스테파노         | 1967      |
| 페르디난트 다우치크          | 1968      |
| 에리베르토 에레라            | 1978~1979 |
| 아르세니오 이글레시아스      | 1979~1980 |
| 엑토르 리알                  | 1980      |
| 카예타노 레                  | 1983~1984 |
| 쿠벌러 라슬로                | 1988~1989 |
| 오스카 루게리                | 2003~2004 |
| 루이스 가르시아 플라사       | 2006~2007 |
| 호세 보르달라스              | 2009~2012 |
| 프란 에스크리바              | 2012~2015 |
| 루벤 바라하                  | 2015~2016 |
| 호세 로호 파체타             | 2018~2020 |
| 호르헤 알미론                | 2020~2021 |
| 프란 에스크리바              | 2021      |
| 프란시스코 로드리게스 빌체스 | 2021~2022 |
| 호르헤 알미론                | 2022      |
| 파블로 마친                  | 2022~2023 |
| 세바스티안 베카세세          | 2023~2024 |
| 에데르 사라비아              | 2024~     |

## 성적
- 코파 델 레이
  - 준우승 1회 (1968–69)